# Ostericum palustre
Ostericum palustre är en växtart i släktet Ostericum och familjen flockblommiga växter. Den beskrevs av Wilibald Swibert Joseph Gottlieb von Besser.
Arten är en två- eller flerårig ört som förekommer i östra Europa från Tyskland till Kazakstan och centrala Sibirien.